# Buguly I
Buguly I ist der moderne Name einer 1955 entdeckten spätbronzezeitlichen Siedlung in Kasachstan. Sie wird der Begasy-Dandybai-Kultur  (zweite Hälfte des 2. Jahrtausends v. Chr.) zugeordnet. Es konnten etwa 50, meist rechteckige Gebäude freigelegt werden, wobei etwa die Hälfte davon Wohnbauten waren. Im Nordteil der Siedlung sind die Bauten in die gleiche Richtung angeordnet und stehen zum Teil nebeneinander. Im südlichen Teil sind sie eher locker, ohne einheitliche Ausrichtung über die Siedlungsfläche verteilt. Die Bauten waren meist in den Boden eingelassen und wurden dort mit jeweils zwei Reihen von Steinen verstärkt. Das größte Haus der Siedlung stand ganz im Norden und hatte zwei Anbauten, bei denen es sich vielleicht um Speicher handelte. Ein anderer Bau bestand aus vier nebeneinander liegenden Räumen, wobei es unklar bleibt, ob es sich hier um ein Haus mit vier Räumen oder um vier  Häuser handelte.